# Костецкая, Екатерина Александровна
Екатерина Александровна Костецкая (род. 31 декабря 1986 года, Ленинград, РСФСР) — российская легкоатлетка. Мастер спорта России международного класса. Чемпионка Европы и мира среди юниоров в беге на 400 метров с барьерами.

## Биография
Тренировалась преимущественно под руководством матери — чемпионки Европы 1982 года Ольги Костецкой.
Начинала карьеру на дистанции 400 метров, затем выступала на 800 метров, затем стала бегать и 1500 метров.
В 2014 году была дисквалифицирована на два года до января 2015 года. Результаты на чемпионате мира 2011 года (пятое место на 800-метровке) и на Олимпийских играх 2012 года (девятое место на 1500 метров) были аннулированы.
На Олимпийских играх 2008 года в Пекине познакомилась с австралийским прыгуном с шестом Стивом Хукером, за которого вышла замуж в 2012 году. У Костецкой и Хукера есть сын (род. 2013), они живут в Австралии.

## Результаты выступлений
| Год  | Турнир                           | Место проведения   | Место | Дисциплина | Результат |
| ---- | -------------------------------- | ------------------ | ----- | ---------- | --------- |
| 2003 | Чемпионат мира среди юношей      | Шербрук, Канада    | 2     | 400 м с/б  | 58.37     |
| 2003 | Чемпионат Европы среди юниоров   | Тампере, Финляндия | 1     | 400 м с/б  | 57.52     |
| 2004 | Чемпионат мира среди юниоров     | Гроссето, Италия   | 1     | 400 м с/б  | 55.55     |
| 2005 | Чемпионат Европы среди юниоров   | Каунас, Литва      | 2     | 400 м с/б  | 55:89     |
| 2006 | Первенство России среди молодежи | Казань, Россия     | 2     | 400 м с/б  | 56:75     |
| 2007 | Универсиада                      | Бангкок, Таиланд   | 2     | 800 м      | 1:59:52   |
| 2008 | Чемпионат России среди молодежи  | Челябинск, Россия  | 1     | 800 м      | 2:00:99   |
| 2008 | Чемпионат России                 | Чебоксары, Россия  | 4     | 800 м      | 1:56:67   |
| 2008 | Олимпийские игры                 | Пекин, КНР         | 9     | 800 м      | 1:58:33   |
| 2009 | Командный чемпионат Европы СПАР  | Лейрия, Португалия | 2     | 800 м      | 1:59:43   |
| 2010 | Гран-при Андалусии               | Уэльва, Испания    | 3     | 800 м      | 2:01:19   |
| 2011 | Чемпионат России                 | Чебоксары, Россия  | 2     | 1500 м     | 4:01.77   |
| 2011 | Чемпионат России                 | Чебоксары, Россия  | 3     | 800 м      | 1:57.19   |
| 2011 | Чемпионат мира                   | Тэгу, Южная Корея  | 5     | 800 м      | 1:57.82   |